# ورزشگاه چی لانگ
ورزشگاه چی لانگ (به لاتین: Chi Lăng Stadium) یک ورزشگاه در ویتنام است که در دانانگ واقع شده‌است.